# دايبوتسو

تمثال بوذا في كاماكورا.

دايبوتسو (باليابانية: 大仏) هي كلمة يابانية تعني حرفياً «بوذا الكبير» وتشير في العادة إلى تمثال كبير لبوذا. أشهر تمثالين في اليابان قد تشير إليها هذه الكلمة هما تمثال بوذا في كوتوكوين في كاماكورا، وتمثال بوذا في تودائي-جي في نارا.
هناك ما يزيد عن 50 تمثال دايبوتسو موزعة في أرجاء اليابان تتراوح أطوالها من عدة أمتار إلى عدة ما يزيد على مائة متر.